# إنوسنت السابع
البابا إنوسنت السابع (1339-1406) وإسمه الحقيقي كوسيمو دي ميغليوراتي (بالإيطالية: Cosimo de' Migliorati) وهو بابا الكنيسة الرومانية الكاثوليكية من سنة 1404 إلى مماته في سنة 1406 وهو كان البابا أثناء فترة الانشقاق الغربي من 1379-1417. ولد هذا البابا في بلدة سولمونا في أبروتسو في مملكة نابولي، تميز هذا البابا قانون كانون تعلم في بيروجيا و ثم في بادوفا، وثم أرسله البابا أوربان السادس إلى إنجلترا ليجمع الضرائب هناك وفي سنة 1386 أختير كمطران لمدينة بولونيا وفي سنة 1387 أختير كبطريرك لمدينة رافينا البابا بونيفاس الرابع إختاره كاردينالا في سنة 1389 وبعد وفاة بونيفاس الرابع أختير بابا للكنيسة الكاثوليكية في مدينة أفينيون.